# Wallonische Parlamentswahl 2004
- Ecolo: 3
- PS: 33
- MR: 21
- cdh: 14
- FN: 4

Die Parlamentswahl in Wallonien 2004 fand am 13. Juni statt. Gewählt wurden die 75 Abgeordneten des wallonischen Parlaments. Am selben Tag fanden in Belgien auch die Europawahl, die Wahl des Rats der Region Brüssel-Hauptstadt und die Flämische Parlamentswahl statt. Bei der Wahl gewannen die in Wallonien regierenden Sozialisten stark an Stimmanteilen, und die ebenfalls an der Regierung beteiligten Grünen verloren deutlich. Auch vier Abgeordnete des rechtsextremen Front national wurden ins Parlament gewählt. Nach der Wahl formierte sich eine Koalitionsregierung aus Sozialisten und dem liberal-bürgerlichen Mouvement Réformateur (MR) mit Jean-Claude Van Cauwenberghe (PS) als Premierminister (Regierung Van Cauwenberghe II).

## Vorgeschichte
Die vorangegangene Wahl zum wallonischen Parlament fand im Jahr 1999 gemeinsam mit der Wahl zur belgischen Abgeordnetenkammer statt. Danach kam es zu einer Änderung der Legislaturperioden, so dass künftig die gesamtbelgischen Wahlen weiter alle vier Jahre, die Wahlen zu den Regionalparlamenten von Flandern, Wallonien und Brüssel aber nur noch alle fünf Jahre stattfinden sollten. Nach der Wahl 1999 wurde in Wallonien eine Koalitionsregierung aus Sozialisten (Parti Socialiste – PS), dem bürgerlich-liberalen Wahlbündnis PRL-FDF und den Grünen (Ecolo) gebildet. Ministerpräsident Walloniens wurde Elio Di Rupo (PS). Er wurde in dieser Funktion im April 2000 durch seinen Parteikollegen Jean-Claude Van Cauwenberghe abgelöst, der die Koalition fortführte.
Im bürgerlich-liberalen Lager kam es während der Legislatur zu einer Konzentration. Die Parti Réformateur Libéral (PRL), die 1999 eine feste Wahllistenverbindung mit den Fédéralistes démocrates francophones (FDF) eingegangen war, nahm 1998 auch das Mouvement des Citoyens pour le Changement (MCC) und 2002 die Partei für Freiheit und Fortschritt in das Wahlbündnis auf und dieses wandelte sich 2002 in eine einheitliche Partei, das Mouvement Réformateur (MR) um. Auch die Christsozialen Parti Social Chrétien (PSC) bemühten sich um ein neues, weniger katholisch-konservativ geprägtes Image und nannten sich 2002 in Centre Démocrate Humaniste (CDH) um. Als Reaktion darauf spaltete sich eine Dissidentengruppe ab, die sich als neue Partei Chrétiens démocrates fédéraux (CDF) formierte und ebenfalls an der Wahl teilnahm. Die föderale Wahl im Vorjahr gab bereits Hinweise, wer bei den Regionalwahlen Gewinner und wer Verlierer sein würde. Die Sozialisten konnten bei dieser Wahl ihr schlechtes Ergebnis von 1999 etwas verbessern, Ecolo erlitt im Vergleich zu 1999 erhebliche Verluste und der rechtsradikale Front National erzielte einen Achtungserfolg.

## Teilnehmende Parteien
Die vier großen, bisher im Parlament vertretenen Parteien, Parti socialiste (PS), Mouvement réformateur (MR), Centre démocrate humaniste (CDH) und Écolo stellten sich in allen Wahlkreisen zur Wahl. An der Wahl nahmen vier rechtsextreme Parteien teil. Dies waren der Front national (FN), der genauso wie schon 1999 in allen Wahlkreisen, außer Neufchâteau-Virton kandidierte, und die konkurrierende Front nouveau de Belgique (FNB), die nur noch in vier statt zuvor zehn Wahlkreisen antrat (Mons, Tournai-Ath-Mouscron, Charleroi und Namur), sowie die beiden neu gegründeten Parteien Bloc national und La Ligue, die sich jeweils nur in einem Wahlkreis zur Wahl stellten (Lüttich bzw. Charleroi). Das Rassemblement Wallonie-France (R.W.F.) kandidierte zum ersten Mal bei einer Regionalwahl. Daneben traten noch zwei weitere „rattachistische“ Listen an: Wallon in vier Wahlkreisen und France in drei Wahlkreisen. Zusätzlich nahmen eine Reihe weiterer Kleinstparteien an der Wahl teil.
Im Einzelnen nahmen die folgenden 20 Parteien bzw. Wahllisten an der Wahl teil:
- Parti Socialiste (PS)
- Mouvement Réformateur (MR)
- Centre Démocrate Humaniste (CDH)
- Ecolo
- Parti du travail de Belgique (PTB+)
- Front National (FN)
- Rassemblement Wallonie-France (R.W.F.)
- Vivant
- Chrétiens démocrates fédéraux (CDF)
- Mouvement socialiste – citoyen wallon (MS-CW)
- Front nouveau de Belgique (FNB)
- Wallon
- France
- Parteilose Jugendliche Unabhängige – Partei der Deutschsprachigen Belgier (PJU-PDB)
- Bloc National
- Belgische Union (BUB)
- Isagoria
- La Ligue
- Q.i.
- Parti Humaniste (PH)

## Wahlsystem
Die 75 Abgeordneten des wallonischen Parlaments wurden in 13 Wahlkreisen gewählt, die sich auf die fünf wallonischen Provinzen verteilten. Im Vergleich zur Wahl 1999 gewannen die Wahlkreise Nivelles und Dinant-Philippeville jeweils einen Abgeordneten und die Wahlkreise Charleroi und Lüttich verloren einen. In den Wahlkreisen galt jeweils erstmals eine Fünf-Prozent-Sperrklausel.

Wahlkreise und zu wählende Abgeordnete

| Provinz            | Wahlkreise                                          | Zu wählende Abgeordnete |
| ------------------ | --------------------------------------------------- | ----------------------- |
| Wallonisch-Brabant | Nivelles                                            | 08 (+1)                 |
| Hennegau           | Mons Charleroi Tournai-Ath-Mouscron Soignies Thuin  | 06 09 (−1) 07 04 03     |
| Namur              | Namur Dinant-Philippeville                          | 06 04 (+1)              |
| Lüttich            | Lüttich Huy-Waremme Verviers                        | 13 (−1) 04 06           |
| Luxemburg          | Arlon–Marche-en-Famenne–Bastogne Neufchâteau–Virton | 03 02                   |

## Ergebnis

Mehrheiten nach Wahlkantonen

Gewählte Abgeordnete nach Parteien in den Wahlkreisen

| Partei                                          | Partei                                          | Stimmen   | Stimmen  | Stimmen | Sitze | Sitze   | Sitze |
| Partei                                          | Partei                                          | Zahl      | in %     | +/−     | Zahl  | in %    | +/−   |
| ----------------------------------------------- | ----------------------------------------------- | --------- | -------- | ------- | ----- | ------- | ----- |
|                                                 | PS                                              | 727.781   | 36,91 %  | ▲7,47 % | 33    | 44,0 %  | ▲8    |
|                                                 | MR                                              | 478.999   | 24,29 %  | (neu)   | 21    | 28,0 %  | (neu) |
|                                                 | CDH                                             | 347.348   | 17,62 %  | ▲0,61 % | 14    | 18,7 %  | ▬     |
|                                                 | Ecolo                                           | 167.916   | 8,52 %   | ▼9,71 % | 3     | 4,0 %   | ▼11   |
|                                                 | FN                                              | 160.130   | 8,12 %   | ▲4,17 % | 4     | 5,3 %   | ▲3    |
|                                                 | R.W.F.                                          | 20.019    | 1,02 %   | (neu)   | 0     | 0,0 %   | (neu) |
|                                                 | Vivant                                          | 16.281    | 0,83 %   | ▼1,59 % | 0     | 0,0 %   | ▬     |
|                                                 | CDF                                             | 12.881    | 0,65 %   | (neu)   | 0     | 0,0 %   | (neu) |
|                                                 | PTB+                                            | 12.216    | 0,62 %   | ▲0,13 % | 0     | 0,0 %   | ▬     |
|                                                 | FNB                                             | 10.566    | 0,54 %   | ▼0,25 % | 0     | 0,0 %   | ▬     |
|                                                 | Wallon                                          | 5.091     | 0,26 %   | ▼0,35 % | 0     | 0,0 %   | ▬     |
|                                                 | MS-CW                                           | 2.458     | 0,12 %   | (neu)   | 0     | 0,0 %   | (neu) |
|                                                 | PJU-PDB                                         | 3.183     | 0,16 %   | ▼0,04 % | 0     | 0,0 %   | ▬     |
|                                                 | France                                          | 2.780     | 0,14 %   | ▼0,21 % | 0     | 0,0 %   | ▬     |
|                                                 | Bloc National                                   | 1.536     | 0,08 %   | (neu)   | 0     | 0,0 %   | (neu) |
|                                                 | BUB                                             | 753       | 0,04 %   | (neu)   | 0     | 0,0 %   | (neu) |
|                                                 | Isagoria                                        | 583       | 0,03 %   | (neu)   | 0     | 0,0 %   | (neu) |
|                                                 | La Ligue                                        | 520       | 0,03 %   | (neu)   | 0     | 0,0 %   | (neu) |
|                                                 | Q.i.                                            | 502       | 0,03 %   | (neu)   | 0     | 0,0 %   | (neu) |
|                                                 | PH                                              | 162       | 0,01 %   | (neu)   | 0     | 0,0 %   | (neu) |
| Gültige Stimmen                                 | Gültige Stimmen                                 | 1.971.705 | 93,4 %   |         |       |         |       |
| Ungültige Stimmen                               | Ungültige Stimmen                               | 140.167   | 6,6 %    |         |       |         |       |
| Abgegebene Stimmen                              | Abgegebene Stimmen                              | 2.111.872 | 100,00 % | —       | 75    | 100,0 % | ▬     |
| Anzahl der Wahlberechtigten und Wahlbeteiligung | Anzahl der Wahlberechtigten und Wahlbeteiligung | 2.359.447 | 89,5 %   | ▼0,86 % |       |         |       |

1. ↑  Das Mouvement Réformateur (MR) wurde 2002 durch Zusammenschluss von vier Parteien (PRL, FDF, PFF und MCC) gegründet. Verglichen zu den Ergebnissen von PRL-FDF bei der Wahl 1999 verlor MR 0,4 % der Stimmen und erhielt dieselbe Zahl von Sitzen.
2. ↑  CDH entstand 2002 durch Umbenennung der Partei Parti Social Chrétien (PSC).
3. ↑  Die Ergebnisse sind mit denen von PTB-UA 1999 verglichen.

## Regierungsbildung
Eindeutiger Wahlsieger waren die Sozialisten, die ihr Ergebnis im Vergleich zu 1999 deutlich steigern konnten. Da der Front National als nicht koalitionsfähig galt, war eine parlamentarische Mehrheit nur unter Einschluss der PS möglich, die als stärkste Kraft auch den Ministerpräsidentenposten beanspruchen konnte. Prinzipiell waren drei Koalitionen möglich: eine „violette Koalition“ aus PS und MR (54 Sitze), eine „Olivenbaum-Koalition“ aus PS, CDH und Ecolo (51 Sitze), und eine Koalition aus PS und CDH (48 Sitze). Letztlich entschied sich die PS-Führung für die dritte Variante. Am 9. Juli 2004 wurde ein Koalitionsabkommen veröffentlicht und am 19. Juli 2004 wurden die Minister und Ministerinnen der Regierung Van Cauwenberghe II vereidigt.